# Mbuji-Mayi
Mbuji-Mayi o Mbujimayi (abans Bakwanga) és una ciutat i la capital de la província de Kasai-Oriental al centre-sud de la República Democràtica del Congo. Es creu que és la segona ciutat més gran del país, després de la capital Kinshasa i per davant de Lubumbashi, Kisangani i Kananga, encara que no se'n coneix exactament la població. Les estimacions van des d'una població estimada de 1.480.000 habitants del 2010 de la CIA World Factbook fins a 3.500.000 persones estimades per les Nacions Unides el 2008
Mbuji-Mayi es troba al país Luba al riu Mbuji-Mayi. El nom Mbuji-Mayi prové de la llengua local, Tshiluba, i es tradueix com Aigua de cabra, un nom que deriva del gran nombre de cabres de la regió. Malgrat la seva gran població, la ciutat segueix sent remota, amb poca connexió amb les províncies circumdants o amb Kinshasa i Lubumbashi. No obstant això, Mbuji-Mayi és el centre tradicional de la mineria industrial de diamants al Congo, ja que està situat al damunt d'un dels jaciments més grans coneguts del món. El viatge aeri es fa a través de l’aeroport de Mbuji Mayi.

## Organització territorial
Mbuji-Mayi està format per cinc comunes (municipis), cadascuna encapçalada per un bourgmestre: Bipemba, Dibindi, Diulu, Kanshi i Muya. Aquesta divisió en comuns està en vigor des de l'Ordre ministerial (departamental) núm. 83, de 4 de març de 1968, del ministre de l'Interior.

## Història

### Preindependència
La regió on ara es troba la ciutat de Mbuji-Mayi va ser antigament un grup de pobles en terres propietat del clan Bakwanga. Els diamants es van descobrir per primera vegada a la zona el 1907, però el veritable valor de la troballa no es va reconèixer fins al 1913. Després del descobriment, a la zona es va desenvolupar un campament miner dissenyat per allotjar miners i funcionaris de l'empresa de la Societé minière de Bakwanga (MIBA).
La jove ciutat, coneguda aleshores com a Bakwanga, va créixer ràpidament però al voltant d'una estricta planificació del MIBA, que va dividir la comunitat en camps de treball, zones mineres i zones d'habitabilitat. El creixement de la ciutat no va ser explosiu, i la planificació es va fer tenint en compte les necessitats de l'empresa minera, no el desenvolupament de la regió com a nucli general de població.
De fet, per por del robatori dels recursos de diamants de l'empresa, el MIBA va desanimar activament la construcció a la regió i va vigilar de prop qui entrava i sortia de la regió. Totes les persones de la regió necessitaven un permís que els permetés ser-hi, i el registre en un lloc de comandament que controlés la població, cosa que feia gairebé impossible establir la residència indefinida a la zona. Hi havia una activitat econòmica limitada a més de la mineria dirigida per l'empresa, fins i tot amb una agricultura limitada, i la població de la ciutat es va mantenir baixa, aproximadament 39.830 a finals dels anys cinquanta.
A mesura que la ciutat creixia, cada vegada hi havia més necessitats d'infraestructures que requerien inversió en carreteres, obres públiques i hospitals. Si bé es van desenvolupar diverses escoles primàries per a treballadors, fins a la independència, no hi havia educació superior disponible per a la població autòctona.

### Riquesa mineral
La zona al voltant de Mbuji-Mayi és una de les fonts de riquesa mineral més riques del món. A la dècada del 1950, es va estimar que l'àrea de Mbuji-Mayi tenia els jaciments de diamants industrials més importants del món, que contenien almenys 300 milions de quirats de diamants. La ciutat es va construir sobre els jaciments de diamants, i encara que la reputació de la ciutat com a ciutat empresarial sota un estricte control dels interessos econòmics belgues significava que era ordenada i ordenada, també significava que els edificis i les cases de la ciutat, inclosos els dels principals executius de MIBA., de vegades eren enderrocats per accedir als diamants.
En els primers anys, la majoria dels diamants extrets a la zona provenien d'una gran mina controlada per MIBA als afores de la ciutat, però també es podien trobar diamants fàcilment als rius i vies fluvials de la zona, cosa que permetia que qualsevol pugui recollir-los.
A partir de 1963, el MIBA amb seu a Mbuji-Mayi era la font del 80% dels diamants industrials del món i del 57% de tots els diamants.

### Ciutat capital del sud de Kasai
Mbuji-Mayi va créixer ràpidament amb la independència del Congo el 1960 amb la immigració de membres del grup ètnic Luba de diferents parts del país.
Poc després de la independència, Albert Kalonji, un cap tribal Luba, es va declarar governant de l'estat miner secessionista de Kasai del Sud el 8 d'agost de 1960 i va establir la ciutat, llavors encara coneguda com Bakwanga, com a capital. L'abril de 1961, Kalonji es va declarar emperador de la regió en una cerimònia tribal tradicional i després va tornar a Bakwanga, on va ser "transportat per multitud de balubas cantant, cantant i animant", i el ball va continuar fora del seu palau reial allà durant quatre dies..
La celebració va ser de curta durada, ja que les tropes de l'Armée Nationale Congolaise (ANC) del govern central van prendre el control de la ciutat i van arrestar Kalonji, el desembre de 1961. Després d'escapar de la presó on estava detingut, va restablir breument el seu govern. Un segon assalt a l'estat independent es va llançar l'estiu de 1962, amb les tropes del govern de l'ANC lluitant contra homes de tribus mal armades fora de la ciutat. Kalonji va ser capturat de nou el 4 d'octubre de 1962 quan les forces de l'ANC van recuperar Bakwanga, posant fi efectivament a la independència de la regió. Poc després del final de la secessió, Bakwanga va ser rebatejat com a Mbuji-Mayi després del riu local en un intent de significar una reconciliació intraètnia Luba.

### Jonas Nzemba
Durant les dècades de 1980 i 1990, Zaïre i Mobutu van prestar poca atenció a Mbuji-Mayi i gairebé no oferien diners per construir carreteres, escoles o hospitals.
En el buit polític, MIBA va intervenir. En lloc del govern federal, el MIBA va invertir molt a la regió reparant carreteres, pagant soldats i subministrant aigua i electricitat a la ciutat des de la seva pròpia central elèctrica. La companyia va crear un fons social de 5 a 6 milions de dòlars anuals, aproximadament el 8 % del seu pressupost anual. Aquests diners es van destinar a reparar infraestructures i finançar una nova universitat.
Les inversions i la seva posició com a major empresari van fer de Jonas Mukamba Kadiata Nzemba el director executiu de MIBA un dels homes més poderosos de la regió i el governador de facto de Mbuji-Mayi. Nzemba, que va ser nomenat per Mobutu el 1986, era considerat un dels actors més poderosos del partit polític de Mobutu, el Moviment Popular de la Revolució (MPR), però també es va anomenar "germà" d’Étienne Tshisekedi, un popular polític local. figura i l'oposició política més important de Mobutu.
A Nzemba se li atribueix la creació de la Conference pour le Developpement Economique de Kasai Oriental (CDEKO), un grup de desenvolupament econòmic regional a principis dels anys noranta. Nzemba també va donar suport a la creació de la Universitat de Kasai, que va ser patrocinada conjuntament pel MIBA i l'Església catòlica local, i que es va convertir en la base de CDEKO. La nova organització va liderar el creixement econòmic a Mbuji-Mayi, va ajudar a donar suport al desenvolupament de la nova expansió de la indústria agrícola i de la cervesa per la ciutat i va llançar Wetrafa, una companyia aèria de propietat local.
La voluntat de Mobutu de deixar que Nzemba controlés la província a través de MIBA va tenir un preu, ja que Nzemba podria haver reduït entre 1,5 i 2 milions de dòlars al mes per enviar-los als comptes bancaris personals de Mobutu.
Tot i que la generositat de Nzemba i MIBA va ajudar a Mbuji-Mayi a mantenir una certa semblança d'infraestructures i serveis socials, almenys segons els estàndards de Zaïre, a la ciutat encara li faltava. L'electricitat era irregular, la universitat estava avariada i el sistema viari es va desintegrar amb la pluja. Fora del sector de la ciutat controlat pel MIBA, la xarxa viària era pràcticament inexistent, i l'any 1991, tota la ciutat en tenia només uns 19,7 km de camins asfaltats, tot en mal estat. La central elèctrica estatal va quedar fora de servei l'any 1990, amb un 11,8 La central hidroelèctrica de mW gestionada pel MIBA com a única font d'electricitat, però els freqüents talls de llum van portar els residents a altres fonts de calor i llum, principalment fusta i carbó vegetal, que van provocar una desforestació generalitzada a la zona.

### Guerra civil
Quan va esclatar la Primera Guerra del Congo, Nzemba inicialment va fer costat a Mobutu contra els rebels liderats per Laurent-Désiré Kabila, però quan l'Aliança de Forces Democràtiques per a l'Alliberament del Congo-Zaire (AFDL o ADFLC) de Kabila es va apropar a la ciutat, Nzemba va canviar ràpidament de bàndol.
Quan la ciutat va caure en mans dels rebels el 4 d'abril de 1997, el saqueig d'ambdós bàndols va afectar la ciutat, especialment les operacions mineres del MIBA. Nzemba també va ser convocat a Goma per parlar amb Kabila, que el va retenir durant uns quants dies, fet que va fer que la seva família comprés publicitat als diaris que fes públic la seva preocupació per la seva seguretat. Nzemba va ser alliberat poc després, però el MIBA va començar a fer "contribucions voluntàries" a la Guerra de Kabila, uns 5,5 milions de dòlars estimats el 1997 i el 1998.
L'octubre de 1998, Mbuji-Mayi va ser ocupada per tropes de Zimbabwe i txadianes quan s'abocaven al país per recolzar Kabila mentre la Primera Guerra del Congo començava a créixer.

### Principis delseglexxi
A partir del 2019, alguns residents obtenien aigua dels rius locals, cosa que va contribuir als brots locals de malalties transmeses per l'aigua com el còlera. El 2020, el govern de la RDC va llançar un projecte per millorar l'aigua potable que s'estima que costarà almenys 26,2 milions de dòlars. S'esperava que aquesta inversió ajudés, però no fos suficient per resoldre substancialment la crisi de l'aigua de la ciutat. L'empresa Pan China que fa l'obra rehabilitarà l'estació de bombeig de la ciutat, ampliarà la xarxa de distribució, construirà torres d'aigua i afegirà edificis administratius i de mesura.

## Cultura i economia

### Extracció i contraban de diamants
Com a centre comercial, Mbuji-Mayi s'encarrega de la major part de la mineria i la producció de diamants al Congo. Societé minière de Bakwanga i Diamant International són els principals productors de diamants de la zona.
La ciutat sempre havia estat una font important de diamants del món i això no va canviar després de la independència, ni tampoc la tradició mil·lenària del contraban de diamants. Però després de la independència, aquesta capacitat del govern per controlar el contraban de diamants es va erosionar ràpidament i el contraban de diamants va augmentar dramàticament. El mercat negre va eclipsar ràpidament el negoci oficial, i el 1963, el MIBA va registrar oficialment la producció d'1,4 milions de quirats de diamants, mentre que els contrabandistes exportaven entre 4 i 6 milions de quirats més.

### Arquitectura
La ciutat no té bona part de l'organització i l'arquitectura europea clàssica que altres grans ciutats de la RDC van heretar dels colons belgues. La periodista Michela Wrong, va descriure Mbuji-Mayi com un assentament curiosament sense ànima, sense centre tangible... És una conurbació purament funcional, dedicada a guanyar diners, amb poc sobrant per a activitats menys centrades. Encara avui, gran part de la ciutat gira al voltant de l'avinguda Inga, on els compradors de diamants i minerals s'han instal·lat i el principal negoci de la ciutat segueix sent el comerç de diamants.

### Crítiques als drets humans
El gener de 2015 es va produir un brot de tuberculosi (TB), inclosa la tuberculosi multiresistent a la presó central de Mbuji-Mayi. El CDC va investigar i va trobar que la presó estava plena a sis vegades la seva capacitat, donant a cada pres un lloc fix de menys d'uns 0,25 m²  en una cel·la. Aproximadament la meitat dels interns estaven desnodrits. Aquestes condicions, combinades amb la mala ventilació, la manca de sol i la manca de detecció de la tuberculosi, havien permès que la tuberculosi s'estengués durant anys.
Amnistia Internacional va publicar l'any 2002 un informe sobre desenes de persones assassinades a trets als camps de diamants de Mbuji-Mayi, la majoria de les víctimes sospitoses d’explotació il·legal de mines. No es sabia que cap agent de l'estat hagués estat processat pels assassinats. La pobresa atrau els miners il·legals a les concessions de diamants de la MIBA on poden ser afusellats o detinguts en barris amb males condicions de vida.